# Paris-Roubaix 2021
La 118e édition de Paris-Roubaix, initialement prévue le 12 avril 2020 puis le 25 octobre 2020, la course a été de nouveau repoussé pour le 11 avril 2021,  avant d'être finalement fixée pour le 3 octobre 2021. Ces reprogrammations de dernier instant ont eu lieu en raison de la pandémie de Covid-19 ; alors même que les Hauts-de-France, région organisatrice de la compétition, étaient une des régions les plus touchées d'Europe.
Elle fait partie du calendrier UCI World Tour 2021 en catégorie 1.UWT. Pour la première fois, la société Shimano sera partenaire d'assistance neutre de la course, à l'occasion du centenaire de la marque.

## Équipes
| WorldTeams (19)- AG2R Citroën Team - Astana-Premier Tech - Bahrain Victorious - Bora-Hansgrohe - Cofidis - Deceuninck-Quick Step - EF Education-Nippo - Groupama-FDJ - Ineos Grenadiers - Intermarché-Wanty-Gobert Matériaux - Israel Start-Up Nation - Jumbo-Visma - Lotto Soudal - Movistar Team - Qhubeka NextHash - Team BikeExchange - Team DSM - Trek-Segafredo - UAE Team Emirates ProTeams (6)- Alpecin-Fenix - Arkéa-Samsic - B&B Hotels p/b KTM - Bingoal Pauwels Sauces WB - Delko - TotalEnergies |
| |

## Parcours

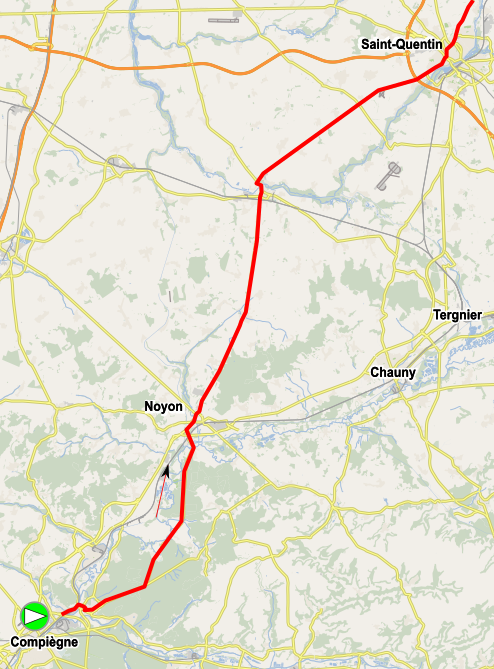
Première partie du parcours, secteurs pavés en vert.
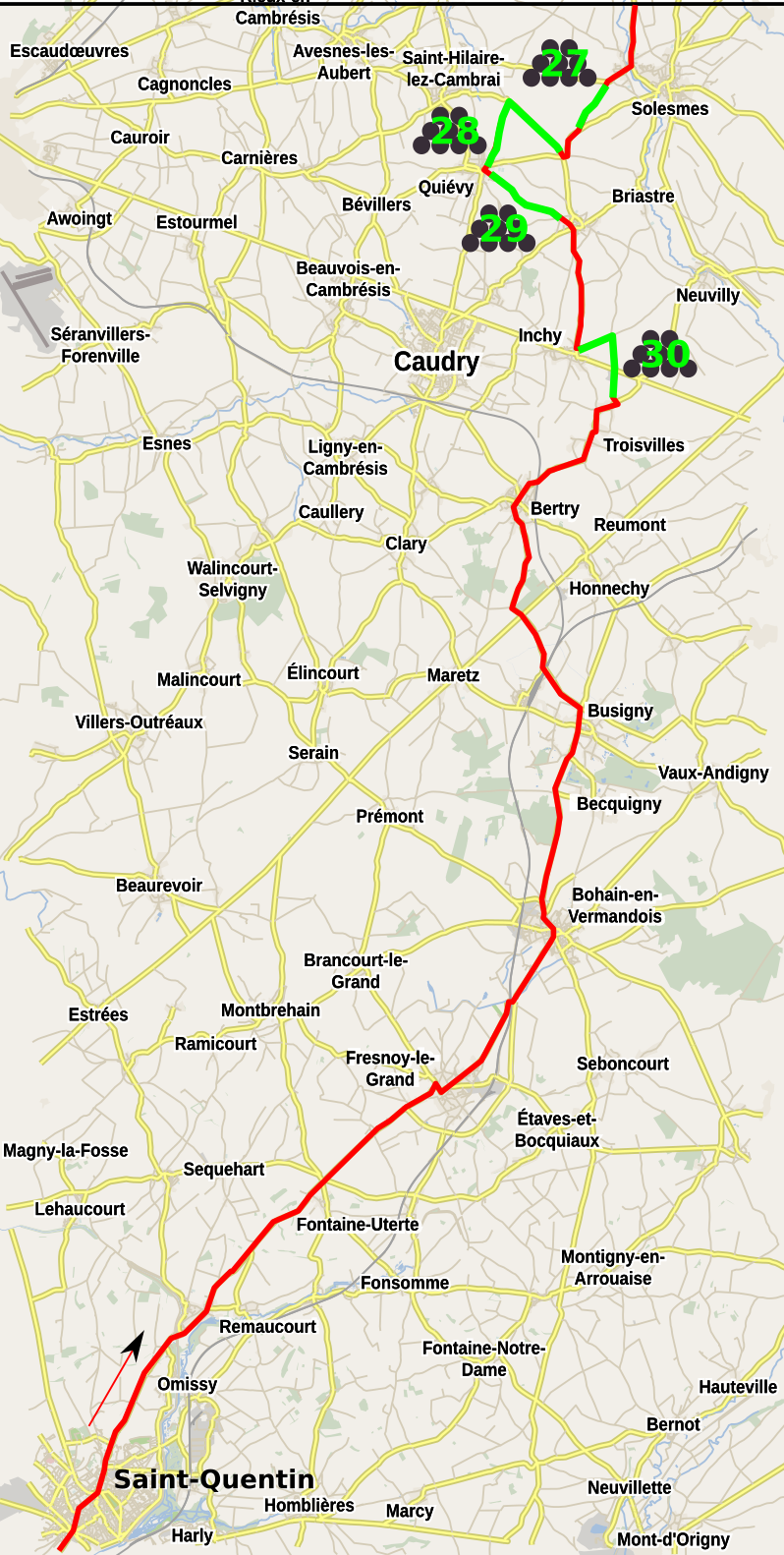
Parcours entre Saint-Quentin et Solesmes
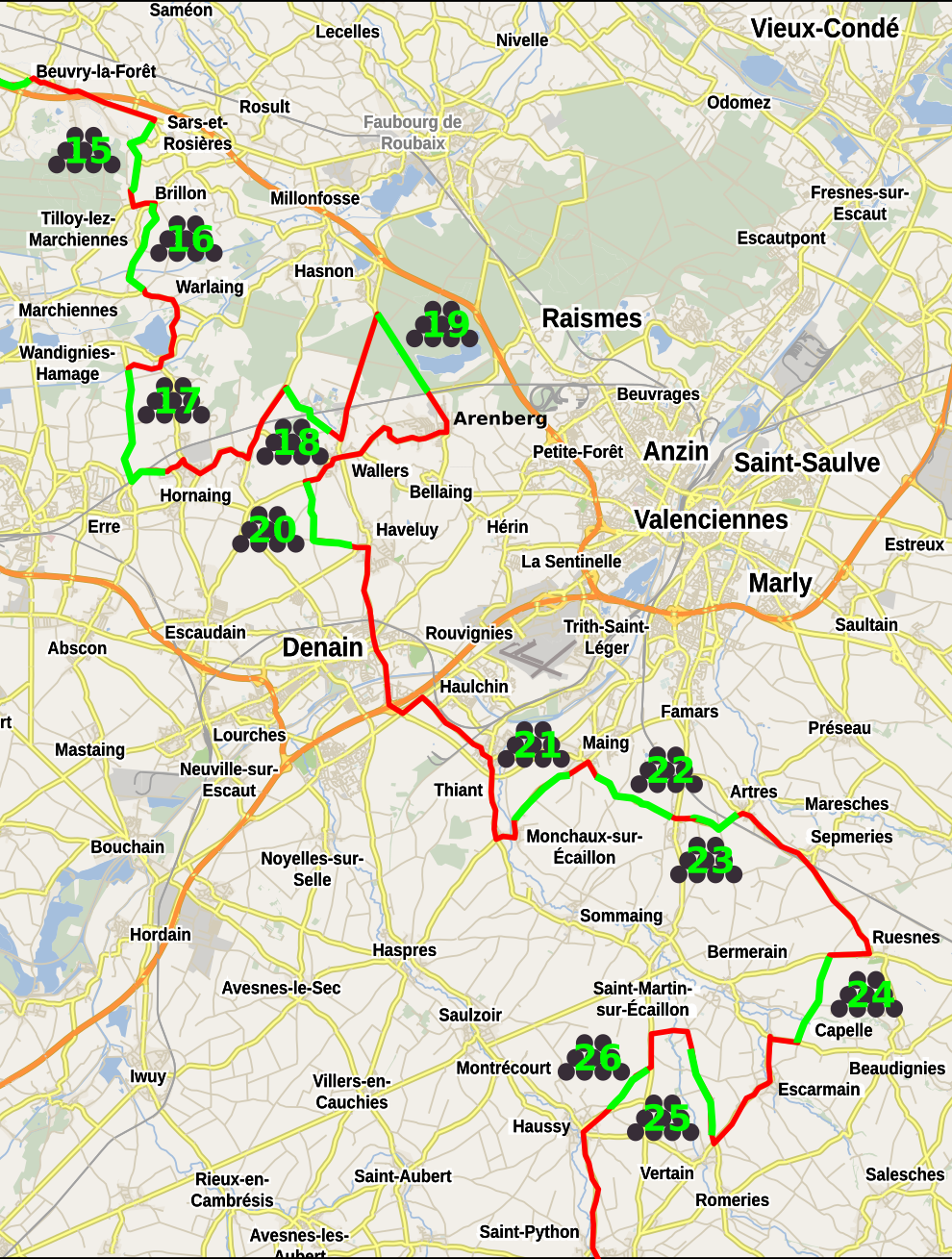
Parcours entre Solesmes et Orchies.
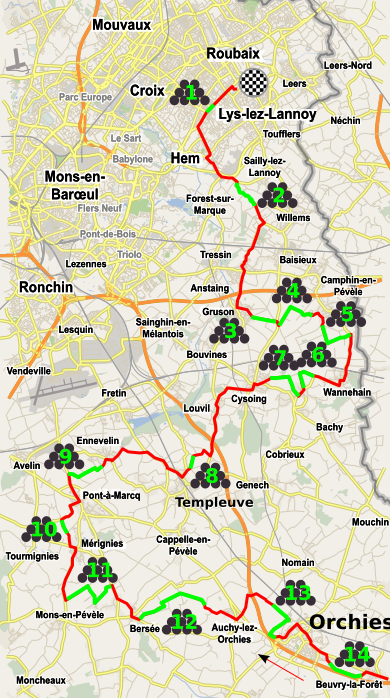
Parcours entre Orchies et Roubaix

| Secteur | Kilomètre | Localisation                              | Longueur | Difficulté |
| ------- | --------- | ----------------------------------------- | -------- | ---------- |
| 30      | 96,3      | Troisvilles > Inchy                       | 900 m    | 02         |
| 29      | 102,8     | Viesly > Quiévy                           | 1 800 m  | 03         |
| 28      | 105,4     | Quiévy > Saint-Python                     | 3 700 m  | 04         |
| 27      | 110,1     | Saint-Python                              | 1 500 m  | 02         |
| 26      | 116,6     | Haussy > Saint-Martin-sur-Écaillon        | 800 m    | 02         |
| 25      | 120,9     | Vertain > Saint-Martin-sur-Écaillon       | 2 300 m  | 03         |
| 24      | 127,3     | Capelle-sur-Écaillon > Ruesnes            | 1 700 m  | 03         |
| 23      | 136,3     | Artres > Quérénaing                       | 1 400 m  | 03         |
| 22      | 138,1     | Quérénaing > Maing                        | 2 500 m  | 03         |
| 21      | 141,2     | Maing > Monchaux-sur-Écaillon             | 1 600 m  | 03         |
| 20      | 154,2     | Haveluy > Wallers                         | 2 500 m  | 04         |
| 19      | 162,4     | Trouée d'Arenberg                         | 2 300 m  | 05         |
| 18      | 168,4     | Wallers > Hélesmes                        | 1 600 m  | 03         |
| 17      | 175,2     | Hornaing > Wandignies-Hamage              | 3 700 m  | 04         |
| 16      | 182,7     | Warlaing > Brillon                        | 2 400 m  | 03         |
| 15      | 186,2     | Tilloy-lez-Marchiennes > Sars-et-Rosières | 2 400 m  | 04         |
| 14      | 192,5     | Beuvry-la-Forêt > Orchies                 | 1 400 m  | 03         |
| 13      | 197,5     | Orchies                                   | 1 700 m  | 03         |
| 12      | 203,6     | Auchy-lez-Orchies > Bersée                | 2 700 m  | 04         |
| 11      | 209,1     | Mons-en-Pévèle                            | 3 000 m  | 05         |
| 10      | 215,1     | Mérignies > Avelin                        | 700 m    | 02         |
| 9       | 218,5     | Pont-Thibaut > Ennevelin                  | 1 400 m  | 03         |
| 8       | 223,9     | Templeuve - l'Épinette                    | 200 m    | 01         |
| 8       | 224,4     | Templeuve - le Moulin-de-Vertain          | 500 m    | 02         |
| 7       | 230,8     | Cysoing > Bourghelles                     | 1 300 m  | 03         |
| 6       | 233,3     | Bourghelles > Wannehain                   | 1 100 m  | 03         |
| 5       | 237,8     | Camphin-en-Pévèle                         | 1 800 m  | 04         |
| 4       | 240,5     | Carrefour de l'Arbre                      | 2 100 m  | 05         |
| 3       | 242,8     | Gruson                                    | 1 100 m  | 02         |
| 2       | 249,5     | Willems > Hem                             | 1 400 m  | 03         |
| 1       | 256,3     | Roubaix                                   | 300 m    | 01         |
| Total   | Total     | Total                                     | 0 m      | 0 m        |

## Récit de la course
Les conditions de course de ce Paris-Roubaix organisé exceptionnellement en automne sont très mauvaises. Il a plu la nuit et le départ est aussi donné sous la pluie rendant les routes et particulièrement les sections pavées boueuses et glissantes. De nombreuses chutes se produiront au cours de l'épreuve. Un groupe d'une trentaine d'hommes se dégage assez rapidement du peloton. De ce groupe d'échappés, ils ne sont plus que deux en tête lors du passage dans la Trouée d'Arenberg. Il s'agit du Néerlandais Nils Eekhoff (DSM) et du Belge Florian Vermeersch (Lotto-Soudal). Un trio est toutefois en tête à 60 km du terme : Vermeersch, son compatriote Tom Van Asbroeck (Israel-Start-Up) et l'Italien Gianni Moscon (Ineos Grenadiers). Parmi les favoris, un groupe de chasse se forme comprenant notamment Sonny Colbrelli (Bahrain Victorious) et Mathieu van der Poel (Alpecin Fenix) mais sans Wout van Aert (Jumbo-Visma) distancé dans un groupe à l'arrière. À 53 kilomètres du terme, Moscon lâche ses deux compagnons d'échappée et s'isole en tête. Derrière lui, Vermeersch et Van Asbroeck sont repris par van der Poel, Colbrelli et le champion du Canada Guillaume Boivin (Israel-Start-Up) à 38 kilomètres de Roubaix. Alors que Moscon est victime d'une crevaison puis d'une chute et voit de ce fait son avantage diminuer fortement, le groupe des cinq poursuivants se réduit à trois unités à la suite de la chute de Boivin à 19 kilomètres de l'arrivée et à la perte de contact de Van Asbroeck peu après. À 16 kilomètres du terme, pendant la traversée du secteur pavé du Carrefour de l'Arbre, le trio van der Poel-Colbrelli-Vermeersch rattrape puis distance Moscon et file vers Roubaix. À 3,2 kilomètres de l'arrivée, Vermeersch tente de distancer ses deux compagnons d'échappée mais en vain. Mathieu van der Poel pénètre en tête sur la piste du vélodrome de Roubaix. Florian Vermeersch, troisième, lance le sprint mais il est remonté par Sonny Colbrelli qui franchit la ligne d'arrivée avec une longueur d'avance sur le Belge.

## Classement final
| \| Classement général \| Classement général \| Classement général \| Classement général \| Classement général \| \| Coureur \| Coureur \| Pays \| Équipe \| Temps \| \| ------------------ \| -------------------- \| ------------------ \| ---------------------------------- \| ------------------ \| \| 1er \| Sonny Colbrelli \| Italie \| Bahrain Victorious \| 6 h 01 min 57 s \| \| 2e \| Florian Vermeersch \| Belgique \| Lotto-Soudal \| + 0 s \| \| 3e \| Mathieu van der Poel \| Pays-Bas \| Alpecin-Fenix \| + 0 s \| \| 4e \| Gianni Moscon \| Italie \| Ineos Grenadiers \| + 44 s \| \| 5e \| Yves Lampaert \| Belgique \| Deceuninck-Quick Step \| + 1 min 16 s \| \| 6e \| Christophe Laporte \| France \| Cofidis \| + 1 min 16 s \| \| 7e \| Wout van Aert \| Belgique \| Jumbo-Visma \| + 1 min 16 s \| \| 8e \| Tom Van Asbroeck \| Belgique \| Israel Start-Up Nation \| + 1 min 16 s \| \| 9e \| Guillaume Boivin \| Canada \| Israel Start-Up Nation \| + 1 min 16 s \| \| 10e \| Heinrich Haussler \| Australie \| Bahrain Victorious \| + 1 min 16 s \| \| 11e \| Jonas Rutsch \| Allemagne \| EF Education-Nippo \| + 1 min 16 s \| \| 12e \| Max Walscheid \| Allemagne \| Qhubeka NextHash \| + 3 min 17 s \| \| 13e \| Anthony Turgis \| France \| TotalEnergies \| + 3 min 17 s \| \| 14e \| Alexander Kristoff \| Norvège \| UAE Team Emirates \| + 4 min 40 s \| \| 15e \| Gianni Vermeersch \| Belgique \| Alpecin-Fenix \| + 4 min 40 s \| \| 16e \| Sebastian Langeveld \| Pays-Bas \| EF Education-Nippo \| + 4 min 45 s \| \| 17e \| Marco Haller \| Autriche \| Bahrain Victorious \| + 6 min 21 s \| \| 18e \| Amaury Capiot \| Belgique \| Arkéa-Samsic \| + 6 min 21 s \| \| 19e \| Baptiste Planckaert \| Belgique \| Intermarché-Wanty-Gobert Matériaux \| + 6 min 21 s \| \| 20e \| Luca Mozzato \| Italie \| B&B Hotels p/b KTM \| + 6 min 21 s \| |                      |           |                                    |                 |
| |                      |           |                                    |                 |
| Source : ProCyclingStats |                      |           |                                    |                 |
| Classement général |                      |           |                                    |                 |
| Coureur | Coureur              | Pays      | Équipe                             | Temps           |
| 1er | Sonny Colbrelli      | Italie    | Bahrain Victorious                 | 6 h 01 min 57 s |
| 2e | Florian Vermeersch   | Belgique  | Lotto-Soudal                       | + 0 s           |
| 3e | Mathieu van der Poel | Pays-Bas  | Alpecin-Fenix                      | + 0 s           |
| 4e | Gianni Moscon        | Italie    | Ineos Grenadiers                   | + 44 s          |
| 5e | Yves Lampaert        | Belgique  | Deceuninck-Quick Step              | + 1 min 16 s    |
| 6e | Christophe Laporte   | France    | Cofidis                            | + 1 min 16 s    |
| 7e | Wout van Aert        | Belgique  | Jumbo-Visma                        | + 1 min 16 s    |
| 8e | Tom Van Asbroeck     | Belgique  | Israel Start-Up Nation             | + 1 min 16 s    |
| 9e | Guillaume Boivin     | Canada    | Israel Start-Up Nation             | + 1 min 16 s    |
| 10e | Heinrich Haussler    | Australie | Bahrain Victorious                 | + 1 min 16 s    |
| 11e | Jonas Rutsch         | Allemagne | EF Education-Nippo                 | + 1 min 16 s    |
| 12e | Max Walscheid        | Allemagne | Qhubeka NextHash                   | + 3 min 17 s    |
| 13e | Anthony Turgis       | France    | TotalEnergies                      | + 3 min 17 s    |
| 14e | Alexander Kristoff   | Norvège   | UAE Team Emirates                  | + 4 min 40 s    |
| 15e | Gianni Vermeersch    | Belgique  | Alpecin-Fenix                      | + 4 min 40 s    |
| 16e | Sebastian Langeveld  | Pays-Bas  | EF Education-Nippo                 | + 4 min 45 s    |
| 17e | Marco Haller         | Autriche  | Bahrain Victorious                 | + 6 min 21 s    |
| 18e | Amaury Capiot        | Belgique  | Arkéa-Samsic                       | + 6 min 21 s    |
| 19e | Baptiste Planckaert  | Belgique  | Intermarché-Wanty-Gobert Matériaux | + 6 min 21 s    |
| 20e | Luca Mozzato         | Italie    | B&B Hotels p/b KTM                 | + 6 min 21 s    |

### Classements UCI
La course attribue des points au Classement mondial UCI 2021 selon le barème suivant :
| Position           | 1er | 2e  | 3e  | 4e  | 5e  | 6e  | 7e  | 8e  | 9e  | 10e | 11e | 12e | 13e | 14e | 15e | 16e à 20e | 21e à 30e | 31e à 50e | 51e à 55e | 56e à 60e |
| Classement général | 500 | 400 | 325 | 275 | 225 | 175 | 150 | 125 | 100 | 85  | 70  | 60  | 50  | 40  | 35  | 30        | 20        | 10        | 5         | 3         |

## Liste des participants
| Lotto-Soudal LTS | Lotto-Soudal LTS         | Lotto-Soudal LTS |
| ---------------- | ------------------------ | ---------------- |
| Num              | Coureur                  | Pos              |
| 1                | Philippe Gilbert (BEL)   | 29e              |
| 2                | Florian Vermeersch (BEL) | 2e               |
| 3                | Frederik Frison (BEL)    | 92e              |
| 4                | Sébastien Grignard (BEL) | HD               |
| 5                | Harry Sweeny (AUS)       | 39e              |
| 6                | Tosh Van der Sande (BEL) | 37e              |
| 7                | John Degenkolb (GER)     | 51e              |

| Bora-Hansgrohe BOH | Bora-Hansgrohe BOH                  | Bora-Hansgrohe BOH |
| ------------------ | ----------------------------------- | ------------------ |
| Num                | Coureur                             | Pos                |
| 11                 | Peter Sagan (SVK) (route)           | 55e                |
| 12                 | Nils Politt (GER)                   | AB                 |
| 13                 | Maciej Bodnar (POL)                 | HD                 |
| 14                 | Jordi Meeus (BEL)                   | 87e                |
| 15                 | Daniel Oss (ITA)                    | AB                 |
| 16                 | Juraj Sagan (SVK)                   | 72e                |
| 17                 | Maximilian Schachmann (GER) (route) | 75e                |

| Deceuninck-Quick Step DQT | Deceuninck-Quick Step DQT | Deceuninck-Quick Step DQT |
| ------------------------- | ------------------------- | ------------------------- |
| Num                       | Coureur                   | Pos                       |
| 21                        | Yves Lampaert (BEL)       | 5e                        |
| 22                        | Kasper Asgreen (DEN)      | 66e                       |
| 23                        | Davide Ballerini (ITA)    | AB                        |
| 24                        | Tim Declercq (BEL)        | 67e                       |
| 25                        | Florian Sénéchal (FRA)    | 69e                       |
| 26                        | Zdeněk Štybar (CZE)       | 26e                       |
| 27                        | Bert Van Lerberghe (BEL)  | 54e                       |

| Jumbo-Visma TJV | Jumbo-Visma TJV             | Jumbo-Visma TJV |
| --------------- | --------------------------- | --------------- |
| Num             | Coureur                     | Pos             |
| 31              | Wout van Aert (BEL) (route) | 7e              |
| 32              | Edoardo Affini (ITA)        | 80e             |
| 33              | Pascal Eenkhoorn (NED)      | AB              |
| 34              | Dylan Groenewegen (NED)     | 79e             |
| 35              | Timo Roosen (NED) (route)   | 61e             |
| 36              | Mike Teunissen (NED)        | 83e             |
| 37              | Nathan Van Hooydonck (BEL)  | 22e             |

| Israel Start-Up Nation ISN | Israel Start-Up Nation ISN       | Israel Start-Up Nation ISN |
| -------------------------- | -------------------------------- | -------------------------- |
| Num                        | Coureur                          | Pos                        |
| 41                         | Sep Vanmarcke (BEL)              | 23e                        |
| 42                         | Rudy Barbier (FRA)               | 88e                        |
| 43                         | Jenthe Biermans (BEL)            | 45e                        |
| 44                         | Guillaume Boivin (CAN) (route)   | 9e                         |
| 45                         | Hugo Hofstetter (FRA)            | AB                         |
| 46                         | Mads Würtz Schmidt (DEN) (route) | AB                         |
| 47                         | Tom Van Asbroeck (BEL)           | 8e                         |

| Alpecin-Fenix AFC | Alpecin-Fenix AFC            | Alpecin-Fenix AFC |
| ----------------- | ---------------------------- | ----------------- |
| Num               | Coureur                      | Pos               |
| 51                | Mathieu van der Poel (NED)   | 3e                |
| 52                | Silvan Dillier (SUI) (route) | 47e               |
| 53                | Senne Leysen (BEL)           | AB                |
| 54                | Tim Merlier (BEL)            | 46e               |
| 55                | Jasper Philipsen (BEL)       | AB                |
| 56                | Jonas Rickaert (BEL)         | 43e               |
| 57                | Gianni Vermeersch (BEL)      | 15e               |

| Trek-Segafredo TFS | Trek-Segafredo TFS         | Trek-Segafredo TFS |
| ------------------ | -------------------------- | ------------------ |
| Num                | Coureur                    | Pos                |
| 61                 | Jasper Stuyven (BEL)       | 25e                |
| 62                 | Alex Kirsch (LUX)          | AB                 |
| 63                 | Emīls Liepiņš (LAT)        | 94e                |
| 64                 | Mads Pedersen (DEN)        | AB                 |
| 65                 | Quinn Simmons (USA)        | AB                 |
| 66                 | Toms Skujiņš (LAT) (route) | 42e                |
| 67                 | Edward Theuns (BEL)        | AB                 |

| Bahrain Victorious TBV | Bahrain Victorious TBV        | Bahrain Victorious TBV |
| ---------------------- | ----------------------------- | ---------------------- |
| Num                    | Coureur                       | Pos                    |
| 71                     | Sonny Colbrelli (ITA) (route) | 1er                    |
| 72                     | Marco Haller (AUT)            | 17e                    |
| 73                     | Heinrich Haussler (AUS)       | 10e                    |
| 74                     | Jonathan Milan (ITA)          | AB                     |
| 75                     | Matej Mohorič (SLO) (route)   | AB                     |
| 76                     | Marcel Sieberg (GER)          | AB                     |
| 77                     | Fred Wright (GBR)             | 49e                    |

| AG2R Citroën Team ACT | AG2R Citroën Team ACT   | AG2R Citroën Team ACT |
| --------------------- | ----------------------- | --------------------- |
| Num                   | Coureur                 | Pos                   |
| 81                    | Greg Van Avermaet (BEL) | 32e                   |
| 82                    | Stan Dewulf (BEL)       | 56e                   |
| 83                    | Lawrence Naesen (BEL)   | 73e                   |
| 84                    | Oliver Naesen (BEL)     | 50e                   |
| 85                    | Michael Schär (SUI)     | AB                    |
| 86                    | Damien Touzé (FRA)      | AB                    |
| 87                    | Gijs Van Hoecke (BEL)   | AB                    |

| Groupama-FDJ GFC | Groupama-FDJ GFC      | Groupama-FDJ GFC |
| ---------------- | --------------------- | ---------------- |
| Num              | Coureur               | Pos              |
| 91               | Arnaud Démare (FRA)   | 34e              |
| 92               | Clément Davy (FRA)    | 35e              |
| 93               | Stefan Küng (SUI)     | AB               |
| 94               | Olivier Le Gac (FRA)  | AB               |
| 95               | Fabian Lienhard (SUI) | AB               |
| 96               | Ramon Sinkeldam (NED) | HD               |
| 97               | Jake Stewart (GBR)    | AB               |

| EF Education-Nippo EFN | EF Education-Nippo EFN    | EF Education-Nippo EFN |
| ---------------------- | ------------------------- | ---------------------- |
| Num                    | Coureur                   | Pos                    |
| 101                    | Michael Valgren (DEN)     | AB                     |
| 102                    | Stefan Bissegger (SUI)    | 60e                    |
| 103                    | Mitchell Docker (AUS)     | AB                     |
| 104                    | Sebastian Langeveld (NED) | 16e                    |
| 105                    | Jonas Rutsch (GER)        | 11e                    |
| 106                    | Thomas Scully (NZL)       | 78e                    |
| 107                    | Julius van den Berg (NED) | 59e                    |

| Cofidis COF | Cofidis COF              | Cofidis COF |
| ----------- | ------------------------ | ----------- |
| Num         | Coureur                  | Pos         |
| 111         | Christophe Laporte (FRA) | 6e          |
| 112         | Piet Allegaert (BEL)     | 85e         |
| 113         | Tom Bohli (SUI)          | 70e         |
| 114         | Jempy Drucker (LUX)      | AB          |
| 115         | Eddy Finé (FRA)          | 91e         |
| 116         | André Carvalho (POR)     | AB          |
| 117         | Szymon Sajnok (POL)      | 82e         |

| UAE Team Emirates UAD | UAE Team Emirates UAD      | UAE Team Emirates UAD |
| --------------------- | -------------------------- | --------------------- |
| Num                   | Coureur                    | Pos                   |
| 121                   | Alexander Kristoff (NOR)   | 14e                   |
| 122                   | Mikkel Bjerg (DEN)         | 76e                   |
| 123                   | Sven Erik Bystrøm (NOR)    | AB                    |
| 124                   | Fernando Gaviria (COL)     | AB                    |
| 125                   | Vegard Stake Laengen (NOR) | AB                    |
| 126                   | Rui Oliveira (POR)         | AB                    |
| 127                   | Matteo Trentin (ITA)       | AB                    |

| Ineos Grenadiers IGD | Ineos Grenadiers IGD     | Ineos Grenadiers IGD |
| -------------------- | ------------------------ | -------------------- |
| Num                  | Coureur                  | Pos                  |
| 131                  | Dylan van Baarle (NED)   | HD                   |
| 132                  | Leonardo Basso (ITA)     | AB                   |
| 133                  | Owain Doull (GBR)        | 58e                  |
| 134                  | Michał Gołaś (POL)       | AB                   |
| 135                  | Michał Kwiatkowski (POL) | 68e                  |
| 136                  | Gianni Moscon (ITA)      | 4e                   |
| 137                  | Luke Rowe (GBR)          | 65e                  |

| TotalEnergies TDE | TotalEnergies TDE          | TotalEnergies TDE |
| ----------------- | -------------------------- | ----------------- |
| Num               | Coureur                    | Pos               |
| 141               | Anthony Turgis (FRA)       | 13e               |
| 142               | Niki Terpstra (NED)        | HD                |
| 143               | Edvald Boasson Hagen (NOR) | 30e               |
| 144               | Florian Maitre (FRA)       | HD                |
| 145               | Adrien Petit (FRA)         | 74e               |
| 146               | Geoffrey Soupe (FRA)       | AB                |
| 147               | Dries Van Gestel (BEL)     | 31e               |

| BikeExchange BEX | BikeExchange BEX              | BikeExchange BEX |
| ---------------- | ----------------------------- | ---------------- |
| Num              | Coureur                       | Pos              |
| 151              | Luke Durbridge (AUS)          | 52e              |
| 152              | Jack Bauer (NZL)              | 64e              |
| 153              | Sam Bewley (NZL)              | AB               |
| 154              | Christopher Juul Jensen (DEN) | AB               |
| 155              | Barnabás Peák (HUN)           | AB               |
| 156              | Robert Stannard (AUS)         | 81e              |

| Delko DKO | Delko DKO                 | Delko DKO |
| --------- | ------------------------- | --------- |
| Num       | Coureur                   | Pos       |
| 161       | Evaldas Šiškevičius (LTU) | 33e       |
| 162       | Pierre Barbier (FRA)      | AB        |
| 163       | Clément Carisey (FRA)     | AB        |
| 164       | Alexandre Delettre (FRA)  | AB        |
| 165       | August Jensen (NOR)       | AB        |
| 166       | Dušan Rajović (SRB)       | AB        |
| 167       | Julien Trarieux (FRA)     | AB        |

| Team DSM DSM | Team DSM DSM               | Team DSM DSM |
| ------------ | -------------------------- | ------------ |
| Num          | Coureur                    | Pos          |
| 171          | Søren Kragh Andersen (DEN) | 24e          |
| 172          | Nikias Arndt (GER)         | AB           |
| 173          | Cees Bol (NED)             | 48e          |
| 174          | Nils Eekhoff (NED)         | 44e          |
| 175          | Max Kanter (GER)           | AB           |
| 176          | Casper Pedersen (DEN)      | AB           |
| 177          | Jasha Sütterlin (GER)      | AB           |

| Intermarché-Wanty-Gobert Matériaux IWG | Intermarché-Wanty-Gobert Matériaux IWG | Intermarché-Wanty-Gobert Matériaux IWG |
| -------------------------------------- | -------------------------------------- | -------------------------------------- |
| Num                                    | Coureur                                | Pos                                    |
| 181                                    | Taco van der Hoorn (NED)               | 40e                                    |
| 182                                    | Aimé De Gendt (BEL)                    | AB                                     |
| 183                                    | Tom Devriendt (BEL)                    | AB                                     |
| 184                                    | Wesley Kreder (NED)                    | 77e                                    |
| 185                                    | Baptiste Planckaert (BEL)              | 19e                                    |
| 186                                    | Kévin Van Melsen (BEL)                 | AB                                     |
| 187                                    | Pieter Vanspeybrouck (BEL)             | AB                                     |

| Qhubeka NextHash TQA | Qhubeka NextHash TQA              | Qhubeka NextHash TQA |
| -------------------- | --------------------------------- | -------------------- |
| Num                  | Coureur                           | Pos                  |
| 191                  | Victor Campenaerts (BEL)          | AB                   |
| 192                  | Dimitri Claeys (BEL)              | AB                   |
| 193                  | Simon Clarke (AUS)                | 53e                  |
| 194                  | Michael Gogl (AUT)                | AB                   |
| 195                  | Reinardt Janse van Rensburg (RSA) | 86e                  |
| 196                  | Giacomo Nizzolo (ITA)             | AB                   |
| 197                  | Max Walscheid (GER)               | 12e                  |

| Movistar Team MOV | Movistar Team MOV         | Movistar Team MOV |
| ----------------- | ------------------------- | ----------------- |
| Num               | Coureur                   | Pos               |
| 201               | Iván García Cortina (ESP) | 27e               |
| 202               | Gabriel Cullaigh (GBR)    | AB                |
| 203               | Imanol Erviti (ESP)       | AB                |
| 204               | Juri Hollmann (GER)       | AB                |
| 205               | Mathias Norsgaard (DEN)   | 84e               |
| 206               | Matteo Jorgenson (USA)    | 63e               |
| 207               | Lluís Mas (ESP)           | 93e               |

| Arkéa-Samsic ARK | Arkéa-Samsic ARK        | Arkéa-Samsic ARK |
| ---------------- | ----------------------- | ---------------- |
| Num              | Coureur                 | Pos              |
| 211              | Connor Swift (GBR)      | 28e              |
| 212              | Amaury Capiot (BEL)     | 18e              |
| 213              | Benjamin Declercq (BEL) | AB               |
| 214              | Daniel McLay (GBR)      | AB               |
| 215              | Christophe Noppe (BEL)  | 89e              |
| 216              | Clément Russo (FRA)     | 71e              |
| 217              | Bram Welten (NED)       | 41e              |

| Astana-Premier Tech APT | Astana-Premier Tech APT        | Astana-Premier Tech APT |
| ----------------------- | ------------------------------ | ----------------------- |
| Num                     | Coureur                        | Pos                     |
| 221                     | Hugo Houle (CAN)               | AB                      |
| 222                     | Gleb Brussenskiy (KAZ)         | AB                      |
| 223                     | Yevgeniy Fedorov (KAZ) (route) | AB                      |
| 224                     | Yevgeniy Gidich (KAZ)          | AB                      |
| 225                     | Dmitriy Gruzdev (KAZ)          | AB                      |
| 226                     | Davide Martinelli (ITA)        | HD                      |
| 227                     | Benjamin Perry (CAN)           | HD                      |

| B&B Hotels p/b KTM BBK | B&B Hotels p/b KTM BBK    | B&B Hotels p/b KTM BBK |
| ---------------------- | ------------------------- | ---------------------- |
| Num                    | Coureur                   | Pos                    |
| 231                    | Bert De Backer (BEL)      | 38e                    |
| 232                    | Jens Debusschere (BEL)    | AB                     |
| 233                    | Quentin Jauregui (FRA)    | AB                     |
| 234                    | Jérémy Lecroq (FRA)       | AB                     |
| 235                    | Cyril Lemoine (FRA)       | 57e                    |
| 236                    | Luca Mozzato (ITA)        | 20e                    |
| 237                    | Jonas Van Genechten (BEL) | AB                     |

| Bingoal Pauwels Sauces WB BWB | Bingoal Pauwels Sauces WB BWB | Bingoal Pauwels Sauces WB BWB |
| ----------------------------- | ----------------------------- | ----------------------------- |
| Num                           | Coureur                       | Pos                           |
| 241                           | Laurenz Rex (BEL)             | 21e                           |
| 242                           | Jonas Castrique (BEL)         | AB                            |
| 243                           | Timothy Dupont (BEL)          | 90e                           |
| 244                           | Arjen Livyns (BEL)            | 62e                           |
| 245                           | Tom Paquot (BEL)              | HD                            |
| 246                           | Ludovic Robeet (BEL)          | 36e                           |
| 247                           | Tom Wirtgen (LUX)             | HD                            |

| Lotto-Soudal LTS | Lotto-Soudal LTS         | Lotto-Soudal LTS |
| ---------------- | ------------------------ | ---------------- |
| Num              | Coureur                  | Pos              |
| 1                | Philippe Gilbert (BEL)   | 29e              |
| 2                | Florian Vermeersch (BEL) | 2e               |
| 3                | Frederik Frison (BEL)    | 92e              |
| 4                | Sébastien Grignard (BEL) | HD               |
| 5                | Harry Sweeny (AUS)       | 39e              |
| 6                | Tosh Van der Sande (BEL) | 37e              |
| 7                | John Degenkolb (GER)     | 51e              |

| Bora-Hansgrohe BOH | Bora-Hansgrohe BOH                  | Bora-Hansgrohe BOH |
| ------------------ | ----------------------------------- | ------------------ |
| Num                | Coureur                             | Pos                |
| 11                 | Peter Sagan (SVK) (route)           | 55e                |
| 12                 | Nils Politt (GER)                   | AB                 |
| 13                 | Maciej Bodnar (POL)                 | HD                 |
| 14                 | Jordi Meeus (BEL)                   | 87e                |
| 15                 | Daniel Oss (ITA)                    | AB                 |
| 16                 | Juraj Sagan (SVK)                   | 72e                |
| 17                 | Maximilian Schachmann (GER) (route) | 75e                |

| Deceuninck-Quick Step DQT | Deceuninck-Quick Step DQT | Deceuninck-Quick Step DQT |
| ------------------------- | ------------------------- | ------------------------- |
| Num                       | Coureur                   | Pos                       |
| 21                        | Yves Lampaert (BEL)       | 5e                        |
| 22                        | Kasper Asgreen (DEN)      | 66e                       |
| 23                        | Davide Ballerini (ITA)    | AB                        |
| 24                        | Tim Declercq (BEL)        | 67e                       |
| 25                        | Florian Sénéchal (FRA)    | 69e                       |
| 26                        | Zdeněk Štybar (CZE)       | 26e                       |
| 27                        | Bert Van Lerberghe (BEL)  | 54e                       |

| Jumbo-Visma TJV | Jumbo-Visma TJV             | Jumbo-Visma TJV |
| --------------- | --------------------------- | --------------- |
| Num             | Coureur                     | Pos             |
| 31              | Wout van Aert (BEL) (route) | 7e              |
| 32              | Edoardo Affini (ITA)        | 80e             |
| 33              | Pascal Eenkhoorn (NED)      | AB              |
| 34              | Dylan Groenewegen (NED)     | 79e             |
| 35              | Timo Roosen (NED) (route)   | 61e             |
| 36              | Mike Teunissen (NED)        | 83e             |
| 37              | Nathan Van Hooydonck (BEL)  | 22e             |

| Israel Start-Up Nation ISN | Israel Start-Up Nation ISN       | Israel Start-Up Nation ISN |
| -------------------------- | -------------------------------- | -------------------------- |
| Num                        | Coureur                          | Pos                        |
| 41                         | Sep Vanmarcke (BEL)              | 23e                        |
| 42                         | Rudy Barbier (FRA)               | 88e                        |
| 43                         | Jenthe Biermans (BEL)            | 45e                        |
| 44                         | Guillaume Boivin (CAN) (route)   | 9e                         |
| 45                         | Hugo Hofstetter (FRA)            | AB                         |
| 46                         | Mads Würtz Schmidt (DEN) (route) | AB                         |
| 47                         | Tom Van Asbroeck (BEL)           | 8e                         |

| Alpecin-Fenix AFC | Alpecin-Fenix AFC            | Alpecin-Fenix AFC |
| ----------------- | ---------------------------- | ----------------- |
| Num               | Coureur                      | Pos               |
| 51                | Mathieu van der Poel (NED)   | 3e                |
| 52                | Silvan Dillier (SUI) (route) | 47e               |
| 53                | Senne Leysen (BEL)           | AB                |
| 54                | Tim Merlier (BEL)            | 46e               |
| 55                | Jasper Philipsen (BEL)       | AB                |
| 56                | Jonas Rickaert (BEL)         | 43e               |
| 57                | Gianni Vermeersch (BEL)      | 15e               |

| Trek-Segafredo TFS | Trek-Segafredo TFS         | Trek-Segafredo TFS |
| ------------------ | -------------------------- | ------------------ |
| Num                | Coureur                    | Pos                |
| 61                 | Jasper Stuyven (BEL)       | 25e                |
| 62                 | Alex Kirsch (LUX)          | AB                 |
| 63                 | Emīls Liepiņš (LAT)        | 94e                |
| 64                 | Mads Pedersen (DEN)        | AB                 |
| 65                 | Quinn Simmons (USA)        | AB                 |
| 66                 | Toms Skujiņš (LAT) (route) | 42e                |
| 67                 | Edward Theuns (BEL)        | AB                 |

| Bahrain Victorious TBV | Bahrain Victorious TBV        | Bahrain Victorious TBV |
| ---------------------- | ----------------------------- | ---------------------- |
| Num                    | Coureur                       | Pos                    |
| 71                     | Sonny Colbrelli (ITA) (route) | 1er                    |
| 72                     | Marco Haller (AUT)            | 17e                    |
| 73                     | Heinrich Haussler (AUS)       | 10e                    |
| 74                     | Jonathan Milan (ITA)          | AB                     |
| 75                     | Matej Mohorič (SLO) (route)   | AB                     |
| 76                     | Marcel Sieberg (GER)          | AB                     |
| 77                     | Fred Wright (GBR)             | 49e                    |

| AG2R Citroën Team ACT | AG2R Citroën Team ACT   | AG2R Citroën Team ACT |
| --------------------- | ----------------------- | --------------------- |
| Num                   | Coureur                 | Pos                   |
| 81                    | Greg Van Avermaet (BEL) | 32e                   |
| 82                    | Stan Dewulf (BEL)       | 56e                   |
| 83                    | Lawrence Naesen (BEL)   | 73e                   |
| 84                    | Oliver Naesen (BEL)     | 50e                   |
| 85                    | Michael Schär (SUI)     | AB                    |
| 86                    | Damien Touzé (FRA)      | AB                    |
| 87                    | Gijs Van Hoecke (BEL)   | AB                    |

| Groupama-FDJ GFC | Groupama-FDJ GFC      | Groupama-FDJ GFC |
| ---------------- | --------------------- | ---------------- |
| Num              | Coureur               | Pos              |
| 91               | Arnaud Démare (FRA)   | 34e              |
| 92               | Clément Davy (FRA)    | 35e              |
| 93               | Stefan Küng (SUI)     | AB               |
| 94               | Olivier Le Gac (FRA)  | AB               |
| 95               | Fabian Lienhard (SUI) | AB               |
| 96               | Ramon Sinkeldam (NED) | HD               |
| 97               | Jake Stewart (GBR)    | AB               |

| EF Education-Nippo EFN | EF Education-Nippo EFN    | EF Education-Nippo EFN |
| ---------------------- | ------------------------- | ---------------------- |
| Num                    | Coureur                   | Pos                    |
| 101                    | Michael Valgren (DEN)     | AB                     |
| 102                    | Stefan Bissegger (SUI)    | 60e                    |
| 103                    | Mitchell Docker (AUS)     | AB                     |
| 104                    | Sebastian Langeveld (NED) | 16e                    |
| 105                    | Jonas Rutsch (GER)        | 11e                    |
| 106                    | Thomas Scully (NZL)       | 78e                    |
| 107                    | Julius van den Berg (NED) | 59e                    |

| Cofidis COF | Cofidis COF              | Cofidis COF |
| ----------- | ------------------------ | ----------- |
| Num         | Coureur                  | Pos         |
| 111         | Christophe Laporte (FRA) | 6e          |
| 112         | Piet Allegaert (BEL)     | 85e         |
| 113         | Tom Bohli (SUI)          | 70e         |
| 114         | Jempy Drucker (LUX)      | AB          |
| 115         | Eddy Finé (FRA)          | 91e         |
| 116         | André Carvalho (POR)     | AB          |
| 117         | Szymon Sajnok (POL)      | 82e         |

| UAE Team Emirates UAD | UAE Team Emirates UAD      | UAE Team Emirates UAD |
| --------------------- | -------------------------- | --------------------- |
| Num                   | Coureur                    | Pos                   |
| 121                   | Alexander Kristoff (NOR)   | 14e                   |
| 122                   | Mikkel Bjerg (DEN)         | 76e                   |
| 123                   | Sven Erik Bystrøm (NOR)    | AB                    |
| 124                   | Fernando Gaviria (COL)     | AB                    |
| 125                   | Vegard Stake Laengen (NOR) | AB                    |
| 126                   | Rui Oliveira (POR)         | AB                    |
| 127                   | Matteo Trentin (ITA)       | AB                    |

| Ineos Grenadiers IGD | Ineos Grenadiers IGD     | Ineos Grenadiers IGD |
| -------------------- | ------------------------ | -------------------- |
| Num                  | Coureur                  | Pos                  |
| 131                  | Dylan van Baarle (NED)   | HD                   |
| 132                  | Leonardo Basso (ITA)     | AB                   |
| 133                  | Owain Doull (GBR)        | 58e                  |
| 134                  | Michał Gołaś (POL)       | AB                   |
| 135                  | Michał Kwiatkowski (POL) | 68e                  |
| 136                  | Gianni Moscon (ITA)      | 4e                   |
| 137                  | Luke Rowe (GBR)          | 65e                  |

| TotalEnergies TDE | TotalEnergies TDE          | TotalEnergies TDE |
| ----------------- | -------------------------- | ----------------- |
| Num               | Coureur                    | Pos               |
| 141               | Anthony Turgis (FRA)       | 13e               |
| 142               | Niki Terpstra (NED)        | HD                |
| 143               | Edvald Boasson Hagen (NOR) | 30e               |
| 144               | Florian Maitre (FRA)       | HD                |
| 145               | Adrien Petit (FRA)         | 74e               |
| 146               | Geoffrey Soupe (FRA)       | AB                |
| 147               | Dries Van Gestel (BEL)     | 31e               |

| BikeExchange BEX | BikeExchange BEX              | BikeExchange BEX |
| ---------------- | ----------------------------- | ---------------- |
| Num              | Coureur                       | Pos              |
| 151              | Luke Durbridge (AUS)          | 52e              |
| 152              | Jack Bauer (NZL)              | 64e              |
| 153              | Sam Bewley (NZL)              | AB               |
| 154              | Christopher Juul Jensen (DEN) | AB               |
| 155              | Barnabás Peák (HUN)           | AB               |
| 156              | Robert Stannard (AUS)         | 81e              |

| Delko DKO | Delko DKO                 | Delko DKO |
| --------- | ------------------------- | --------- |
| Num       | Coureur                   | Pos       |
| 161       | Evaldas Šiškevičius (LTU) | 33e       |
| 162       | Pierre Barbier (FRA)      | AB        |
| 163       | Clément Carisey (FRA)     | AB        |
| 164       | Alexandre Delettre (FRA)  | AB        |
| 165       | August Jensen (NOR)       | AB        |
| 166       | Dušan Rajović (SRB)       | AB        |
| 167       | Julien Trarieux (FRA)     | AB        |

| Team DSM DSM | Team DSM DSM               | Team DSM DSM |
| ------------ | -------------------------- | ------------ |
| Num          | Coureur                    | Pos          |
| 171          | Søren Kragh Andersen (DEN) | 24e          |
| 172          | Nikias Arndt (GER)         | AB           |
| 173          | Cees Bol (NED)             | 48e          |
| 174          | Nils Eekhoff (NED)         | 44e          |
| 175          | Max Kanter (GER)           | AB           |
| 176          | Casper Pedersen (DEN)      | AB           |
| 177          | Jasha Sütterlin (GER)      | AB           |

| Intermarché-Wanty-Gobert Matériaux IWG | Intermarché-Wanty-Gobert Matériaux IWG | Intermarché-Wanty-Gobert Matériaux IWG |
| -------------------------------------- | -------------------------------------- | -------------------------------------- |
| Num                                    | Coureur                                | Pos                                    |
| 181                                    | Taco van der Hoorn (NED)               | 40e                                    |
| 182                                    | Aimé De Gendt (BEL)                    | AB                                     |
| 183                                    | Tom Devriendt (BEL)                    | AB                                     |
| 184                                    | Wesley Kreder (NED)                    | 77e                                    |
| 185                                    | Baptiste Planckaert (BEL)              | 19e                                    |
| 186                                    | Kévin Van Melsen (BEL)                 | AB                                     |
| 187                                    | Pieter Vanspeybrouck (BEL)             | AB                                     |

| Qhubeka NextHash TQA | Qhubeka NextHash TQA              | Qhubeka NextHash TQA |
| -------------------- | --------------------------------- | -------------------- |
| Num                  | Coureur                           | Pos                  |
| 191                  | Victor Campenaerts (BEL)          | AB                   |
| 192                  | Dimitri Claeys (BEL)              | AB                   |
| 193                  | Simon Clarke (AUS)                | 53e                  |
| 194                  | Michael Gogl (AUT)                | AB                   |
| 195                  | Reinardt Janse van Rensburg (RSA) | 86e                  |
| 196                  | Giacomo Nizzolo (ITA)             | AB                   |
| 197                  | Max Walscheid (GER)               | 12e                  |

| Movistar Team MOV | Movistar Team MOV         | Movistar Team MOV |
| ----------------- | ------------------------- | ----------------- |
| Num               | Coureur                   | Pos               |
| 201               | Iván García Cortina (ESP) | 27e               |
| 202               | Gabriel Cullaigh (GBR)    | AB                |
| 203               | Imanol Erviti (ESP)       | AB                |
| 204               | Juri Hollmann (GER)       | AB                |
| 205               | Mathias Norsgaard (DEN)   | 84e               |
| 206               | Matteo Jorgenson (USA)    | 63e               |
| 207               | Lluís Mas (ESP)           | 93e               |

| Arkéa-Samsic ARK | Arkéa-Samsic ARK        | Arkéa-Samsic ARK |
| ---------------- | ----------------------- | ---------------- |
| Num              | Coureur                 | Pos              |
| 211              | Connor Swift (GBR)      | 28e              |
| 212              | Amaury Capiot (BEL)     | 18e              |
| 213              | Benjamin Declercq (BEL) | AB               |
| 214              | Daniel McLay (GBR)      | AB               |
| 215              | Christophe Noppe (BEL)  | 89e              |
| 216              | Clément Russo (FRA)     | 71e              |
| 217              | Bram Welten (NED)       | 41e              |

| Astana-Premier Tech APT | Astana-Premier Tech APT        | Astana-Premier Tech APT |
| ----------------------- | ------------------------------ | ----------------------- |
| Num                     | Coureur                        | Pos                     |
| 221                     | Hugo Houle (CAN)               | AB                      |
| 222                     | Gleb Brussenskiy (KAZ)         | AB                      |
| 223                     | Yevgeniy Fedorov (KAZ) (route) | AB                      |
| 224                     | Yevgeniy Gidich (KAZ)          | AB                      |
| 225                     | Dmitriy Gruzdev (KAZ)          | AB                      |
| 226                     | Davide Martinelli (ITA)        | HD                      |
| 227                     | Benjamin Perry (CAN)           | HD                      |

| B&B Hotels p/b KTM BBK | B&B Hotels p/b KTM BBK    | B&B Hotels p/b KTM BBK |
| ---------------------- | ------------------------- | ---------------------- |
| Num                    | Coureur                   | Pos                    |
| 231                    | Bert De Backer (BEL)      | 38e                    |
| 232                    | Jens Debusschere (BEL)    | AB                     |
| 233                    | Quentin Jauregui (FRA)    | AB                     |
| 234                    | Jérémy Lecroq (FRA)       | AB                     |
| 235                    | Cyril Lemoine (FRA)       | 57e                    |
| 236                    | Luca Mozzato (ITA)        | 20e                    |
| 237                    | Jonas Van Genechten (BEL) | AB                     |

| Bingoal Pauwels Sauces WB BWB | Bingoal Pauwels Sauces WB BWB | Bingoal Pauwels Sauces WB BWB |
| ----------------------------- | ----------------------------- | ----------------------------- |
| Num                           | Coureur                       | Pos                           |
| 241                           | Laurenz Rex (BEL)             | 21e                           |
| 242                           | Jonas Castrique (BEL)         | AB                            |
| 243                           | Timothy Dupont (BEL)          | 90e                           |
| 244                           | Arjen Livyns (BEL)            | 62e                           |
| 245                           | Tom Paquot (BEL)              | HD                            |
| 246                           | Ludovic Robeet (BEL)          | 36e                           |
| 247                           | Tom Wirtgen (LUX)             | HD                            |